# Легіябанк
Банк чехословацьких легіонерів (також Легіябанк) — банківський будинок, що працював на території Чехословаччини в 1919-1955 рр. Він був розташований в будівлі в стилі рондокубізм архітектора Йозефа Ґочара в Празі.

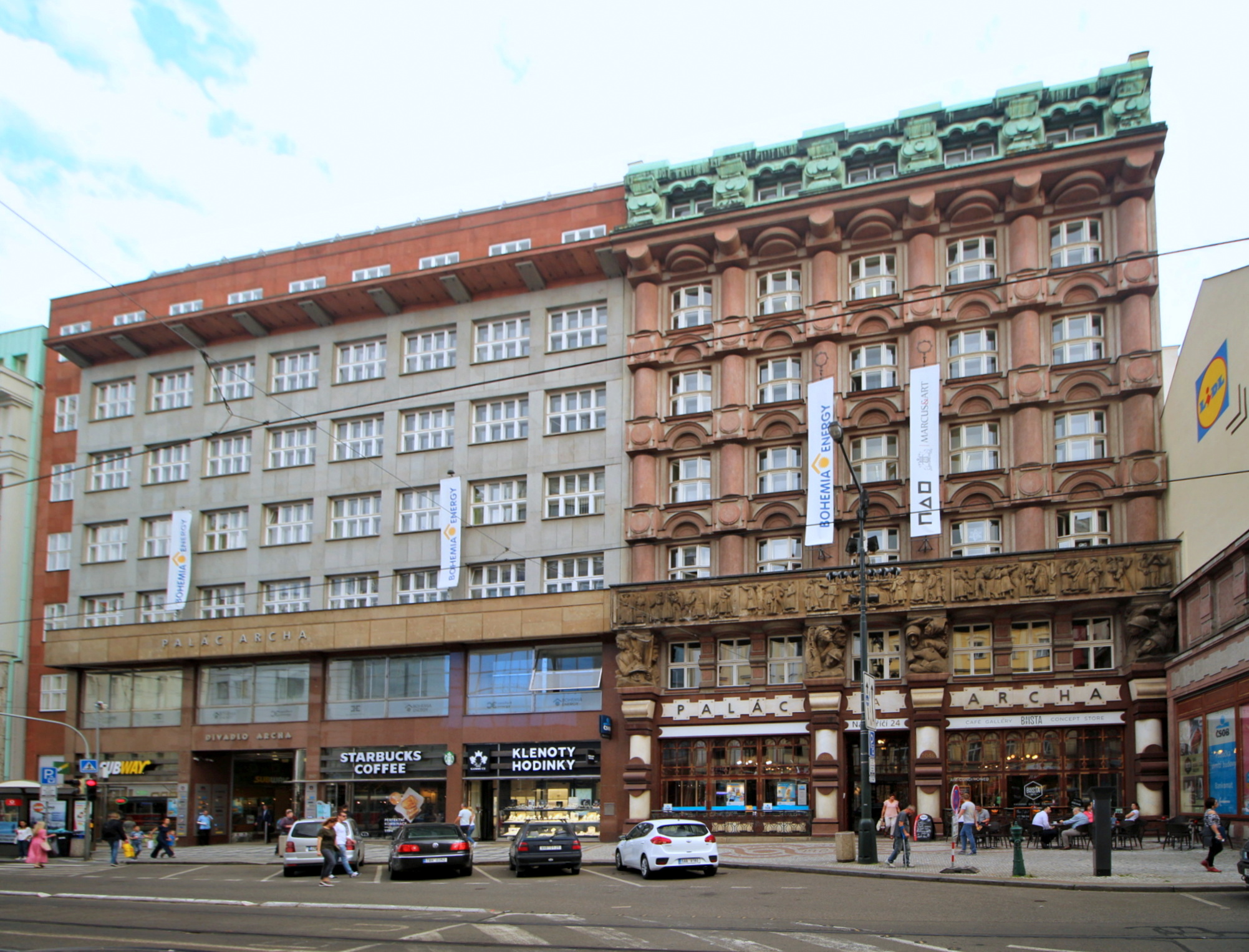
Новий і старий палац Арча

Будівля Банку Чехословацьких легіонерів, або просто Легіябанк, унікальна за своєю архітектурою, яку ще називають «стиль Легіябанку». Його спроектував архітектор Йозеф Ґочар у 1921–1923 рр. у стилі рондокубізму. Будівля, яку зазвичай називають Легіябанком, була реконструйована у 1991–1994 рр. Зараз відома як Palác Archa, його нова частина утворює один блок. Охороняється як пам'ятка культури.

## Історія

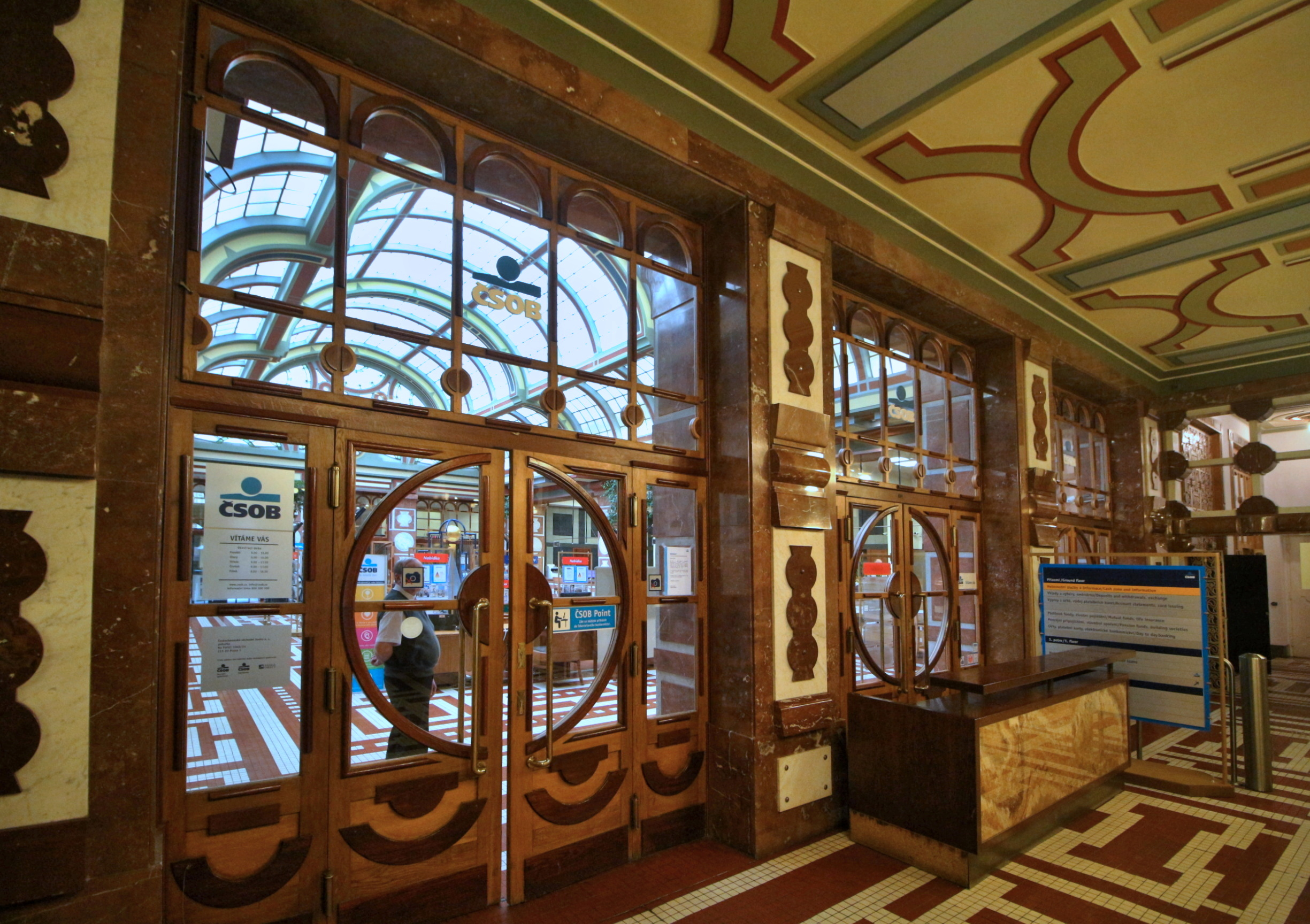
Банк

Восени 1919 року було створено Банк чехословацьких легіонерів у російському Іркутську за рішенням командування чехословацьких легіонів створити фінансово-економічний центр легіонів. 
Під час Першої республіки банк був відомий насамперед як "Legiobanka". На той час він належав до середнього класу чехословацьких банків. Під час протекторату у 1940 році окупаційна влада наказала змінити назву на "Českomoravská banka v Praze". Німцям більше підходила назва, яка не нагадує легіонерів. Після 1943 року банк мав бути об'єднаний з "Kreditanstalt der Deutschen". Наприкінці війни у 1945 році цей план завершився і банк був перейменований в Інститут Легіобанку, акціонерне товариство, але вже у жовтні того ж року банк був націоналізований і після комуністичного перевороту через три роки в результаті злиття чехословацьких фінансових установ об'єднався з Сільськогосподарським банком, а пізніше з Торговим банком. Сьогодні прямим правонаступником банку можна вважати UniCredit Bank ČR.

## Пенсійне товариство
У Празі існувала також Пенсійна асоціація працівників Легіябанку, яка згідно з указом від 20 листопада 1946 р. входила до списку тридцяти приватних страхових компаній, які були виключені з указу про націоналізацію.